# Phil Mickelson

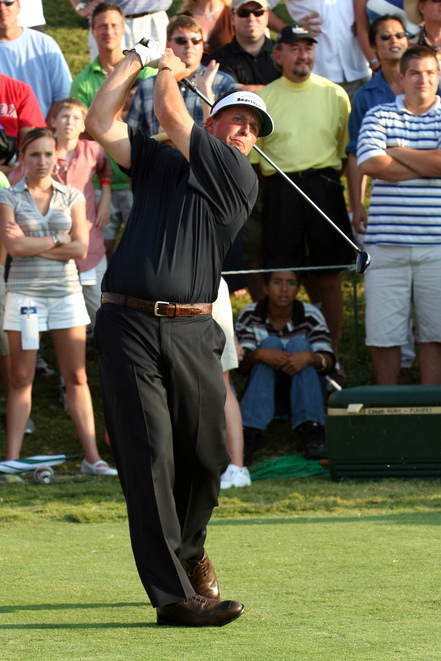
Phil Mickelson

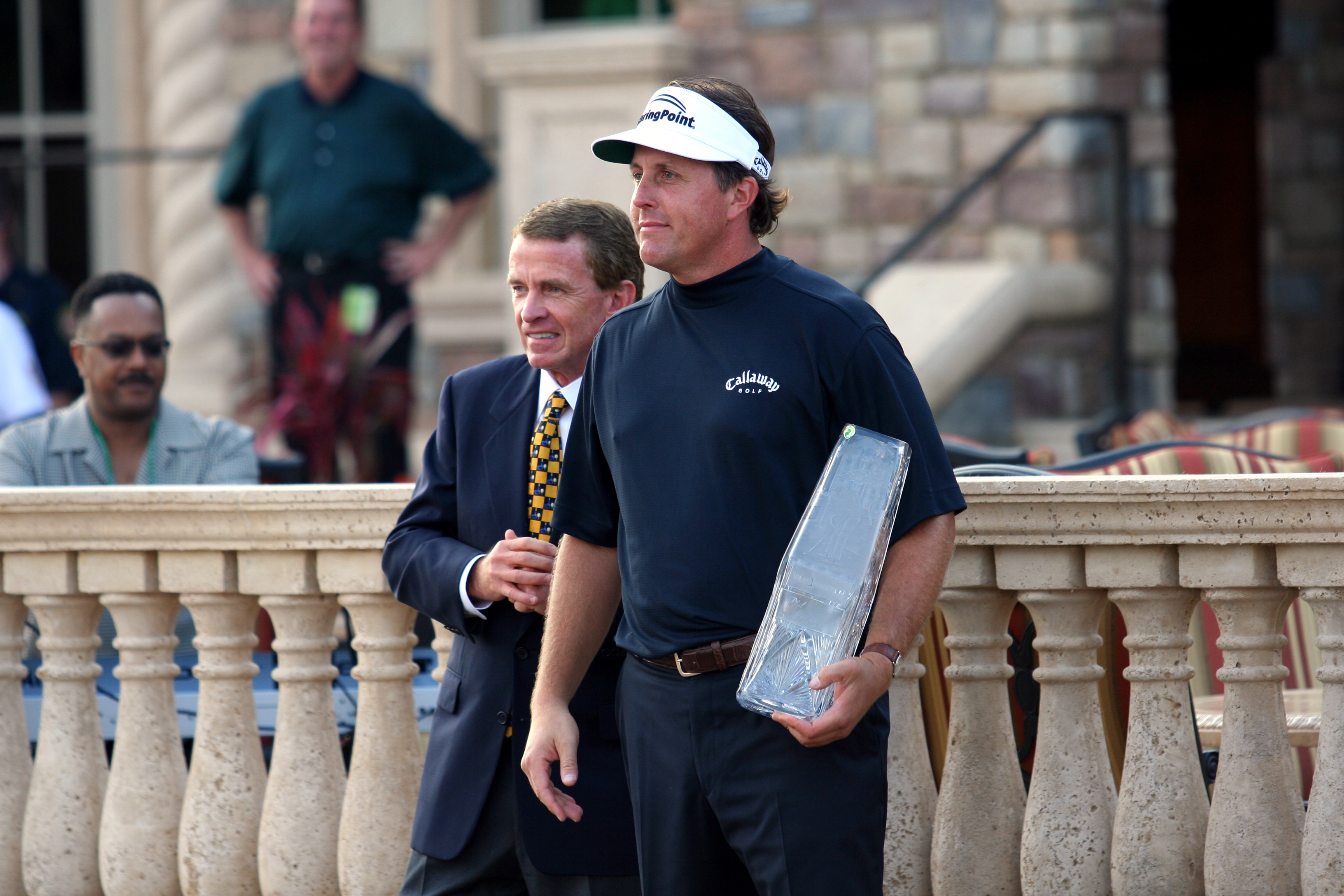
Winnaar Players Championship 2007

Philip Alfred Mickelson (geboren op 16 juni 1970 in San Diego, Californië) is een Amerikaans professioneel golfspeler. Hij heeft zich ontwikkeld tot een van de meest succesvolle spelers van zijn generatie. Hij won zes "Majors": de Masters in 2004, het PGA Championship in 2005, opnieuw de Masters in 2006 en 2010, het Brits Open in 2013 en opnieuw het PGA Championship in 2021. Met deze laatste zege, op zijn vijftigste, werd Mickelson de oudste majorwinnaar in het golf. Alleen het US Open  ontbreekt nu nog op zijn palmares.

## Amateur
Phil Mickelson is een linkshandige golfer, hoewel hij rechtshandig is; vandaar zijn bijnaam "Lefty". Als amateur won hij in 1990 het US Amateurkampioenschap en in 1991 zijn eerste toernooi op de Amerikaanse PGA Tour (waarvoor hij, als amateur, geen prijzengeld mocht ontvangen). 

### Gewonnen
- 1981: Junior World Golf Championships (Boys 9-10)
- 1989: NCAA Division I Championship
- 1990: NCAA Division I Championship, US Amateur, Porter Cup
- 1991: Western Amateur
- 1992: NCAA Division I Championship

### Teams
- Walker Cup: 1989, 1991 (winnaars)
- Eisenhower Trophy: 1990

## Professional
Mickelson werd in 1992 professional en in de volgende jaren werd hij een van de beste spelers op de Amerikaanse PGA Tour (AT), won regelmatig toernooien en werd nummer 2 op de wereldranglijst in 1996 en van 2000 tot 2002.
Alleen in de "majors" wilde het niet lukken; daarin stapelde hij wel de ereplaatsen op, maar winnen lukte niet (1994: 3e in het PGA Championship; 1996: 3e in de Masters; 1999: 2e in het US Open; 2001: 2e in het PGA Championship en 3e in de Masters; 2002: 2e in het US Open en 3e in de Masters; 2003: 3e in de Masters). Dat gaf hem de reputatie van "de beste speler ter wereld die geen major heeft gewonnen". Dat etiket kon hij echter afgooien in 2004, toen hij de Masters in Augusta (Georgia) wist te winnen. In dat jaar werd hij ook 2e in het US Open en 3e in het Brits Open.
In 2005 volgde een tweede major, de laatste van het seizoen: het PGA Championship in Springfield (New Jersey). En hij won ook de volgende major, tevens zijn tweede Masterszege, in april 2006. Daardoor bereikte hij opnieuw plaats twee op de wereldranglijst, achter Tiger Woods. In de volgende major, het US Open kampioenschap, liet Mickelson een uitgelezen kans op zijn derde opeenvolgende major schieten, toen hij, als leider, op de allerlaatste hole met een dubbele bogey de zege verspeelde en naar een gedeelde tweede plaats terugviel.
Hij was lid van het Amerikaanse Ryder Cup team in 1995, 1997, 1999, 2002, 2004, 2006, 2008, 2010 en 2012
Mickelson is getrouwd en heeft drie kinderen. In 2009 werd bij zijn echtgenote borstkanker geconstateerd.
Na weer een tweede plaats in het US Open, haalde Mickelson na 6 weken afwezigheid niet zijn oude niveau. Pas in de laatste wedstrijd van het seizoen "Het Tour Championship" pakte hij op 27 september 2009 weer een grote titel. In november won hij het WGC - HSBC Champions in Shanghai.

### Gewonnen

#### Amerikaanse Tour
- 1991: Northern Telecom Open (als amateur)
- 1993: Buick Invitational of California
- 1993: The International
- 1994: Mercedes Championships (na play-off tegen Fred Couples)
- 1995: Northern Telecom Open
- 1996: Nortel Open, Phoenix Open (na play-off tegen Justin Leonard), GTE Byron Nelson Golf Classic, NEC World Series of Golf
- 1997: Bay Hill Invitational, Sprint International
- 1998: Mercedes Championships, AT&T Pebble Beach National Pro-Am
- 2000: Buick Invitational, BellSouth Classic (na play-off tegen Gary Nicklaus), MasterCard Colonial, The Tour Championship
- 2001: Buick Invitational, Canon Greater Hartford Open
- 2002: Bob Hope Chrysler Classic, Canon Greater Hartford Open
- 2004: Bob Hope Chrysler Classic (na play-off tegen Skip Kendall), de Masters
- 2005: FBR Open, AT&T Pebble Beach National Pro-Am, BellSouth Classic, PGA Championship
- 2006: BellSouth Classic, De Masters
- 2007: AT&T Pebble Beach National Pro-Am, The Players Championship, Deutsche Bank Championship
- 2008: Northern Trust Open, Crowne Plaza Invitational at Colonial
- 2009: Northern Trust Open, WGC - CA Kampioenschap, The Tour Championship
- 2010: De Masters
- 2011: Shell Houston Open
- 2012: AT&T Pebble Beach National Pro-Am
- 2013: Waste Management Phoenix Open
- 2021: PGA Championship

#### Europese Tour
- 2004: De Masters
- 2005: PGA Championship
- 2006: De Masters
- 2008: HSBC Champions (in 2007),telt ook voor de Asian Tour (AT), Sunshine Tour (ST) en de PGA Tour of Australasia (AA)
- 2009: WGC - CA Kampioenschap, WGC - HSBC Champions (ET/US/AT/ST/AA)
- 2010: De Masters
- 2013: Schots Open, Brits Open

#### Europese Challenge Tour
- 1993: Tournoi Perrier de Paris

#### Anders
- 1997: Wendy's 3-Tour Challenge (Fred Couples en Tom Lehman)
- 2000: Wendy's 3-Tour Challenge (met Notah Begay III en Rocco Mediate)
- 2001: Tylenol Par-3 Shootout (Treetops Resort)
- 2004: TELUS Skins Game, PGA Grand Slam of Golf

### Teams
- Presidents Cup: 1994 (winnaars), 1996 (winnaars), 1998, 2000 (winnaars), 2003 (tie), 2005 (winnaars), 2007 (winnaars), 2009 (winnaars), 2011 (winnaars)
- Ryder Cup: 1995, 1997, 1999 (winnaars), 2002, 2004, 2006, 2008 (winnaars), 2010, 2012
- Alfred Dunhill Cup: 1996 (winnaars)